# Habropoda sinensis
Habropoda sinensis är en biart som beskrevs av Johann Dietrich Alfken 1937. Habropoda sinensis ingår i släktet Habropoda och familjen långtungebin. Inga underarter finns listade i Catalogue of Life.